# Barbara Płytycz
Barbara Maria Płytycz z domu Maik (ur. 5 maja 1945 w Krakowie) – polska biolożka, profesor nauk przyrodniczych.

## Życiorys
W 1981 habilitowała się, a w 1992 uzyskała tytuł profesora nauk przyrodniczych. Była pracownikiem naukowym w Instytucie Zoologii na Wydziale Biologii i Nauk o Ziemi Uniwersytetu Jagiellońskiego i w Małopolskiej Wyższej Szkole im. Józefa Dietla w Krakowie.
Została prezesem i wiceprezesem Polskiego Towarzystwa Biologii Komórki, oraz członkiem Komitetu Immunologii i Etiologii Zakażeń Człowieka PAN, a także Komitetu Cytobiologii Polskiej Akademii Nauk.
Jest członkiem krajowym czynnym i sekretarzem PAU, a także członkiem Komisji do Oceny Podręczników Szkolnych i Komisji Biologii Rozwoju tejże Akademii.

## Odznaczenia
- Złoty Krzyż Zasługi (2006)[4]